# Pamětní medaile 300. výročí Petrohradu
Pamětní medaile 300. výročí Petrohradu (rusky Меда́ль «В па́мять 300-ле́тия Санкт-Петербу́рга») je pamětní medaile Ruské federace založená roku 2003. Udílena je veteránům druhé světové války a občanům města za obranu Leningradu během války a za významný přínos k rozvoji města.

## Historie
Medaile byla založena dekretem prezidenta Ruské federace č. 210 ze dne 19. února 2003. Autorem vzhledu medaile je Jevgenij Uchnaljov. Medaile byla vyřazena ze systému státních vyznamenání Ruské federace dekretem prezidenta Ruské federace č. 1099 ze dne 7. září 2010. Medaile již není nadále udílena. 

## Pravidla udílení
Medaile byla udílena účastníkům obrany Leningradu, kteří byli oceněni medailí Za obranu Leningradu, obyvatelům města oceněným odznakem Obyvatel obleženého Leningradu, pracovníkům domácí fronty, kteří pracovali během Velké vlastenecké války v letech 1941–1945 v Leningradu a byli vyznamenáni státním vyznamenáním, občanům dříve oceněným Pamětní medailí 250. výročí Leningradu a občanům, kteří významně přispěli k rozvoji Petrohradu.

## Popis medaile
Medaile kulatého tvaru o průměru 32 mm je vyrobena z mosazi. Na přední straně je podobizna Petra I. Velikého, jenž je korunován vavřínovým věncem. Po obvodu medaile je nápis В память 300-летия Санкт- Петербурга. Na zadní straně je žezlo položené na dvou zkřížených kotvách. Vlevo je letopočet 1703 a vpravo letopočet 2003. Všechny motivy i nápisy jsou reliéfní. Medaile je připojena jednoduchým kroužkem ke kovové destičce ve tvaru pětiúhelníku, jež je potažena stuhou.
Stuha je široká 24 mm. Sestává z úzkého proužku bílé barvy širokého 1 mm, na který navazuje pruh červené barvy, zelený pruh a úzký proužek černé barvy, následuje opět zelený, červený a bílý pruh.